# سان ميغيل دي كرونيخا
بلدية سان ميغيل دي كرونيخا (بالإسبانية: San Miguel de Corneja) هي بلدية تقع في مقاطعة آبلة التابعة لمنطقة قشتالة وليون وسط إسبانيا.

## الديموغرافيا
بلغ عدد سكان بلدية سان ميغيل دي كرونيخا 79 نسمة عام 2011 (وفقاً للمعهد الوطني للإحصاء الإسباني).
| 132 | 116 | 101 | 95 | 92 | 82 | 79 |